# Mykoła Łytowka
Mykoła Ołeksandrowycz Łytowka, ukr. Микола Олександрович Литовка, wiet. Đinh Hoàng La (ur. 28 października 1979 w Kijowie) – ukraiński piłkarz grający na pozycji bramkarza, reprezentant Wietnamu.

## Kariera piłkarska

### Kariera klubowa
Wychowanek Szkoły Sportowej Switanok Kijów. W 1997 rozpoczął karierę piłkarską w drużynie amatorskiej Awers Bachmacz, skąd został zaproszony do klubu Roś Biała Cerkiew. W latach 1998–2000 występował w drugiej drużynie CSKA Kijów. Latem 2000 przeszedł do FK Winnica, a potem został wypozyczony do klubów Podilla Chmielnicki, Nistru Otaci, Awanhard Roweńki i Ełektrometałurh-NZF Nikopol. W 2003 zasilił skład Ołkomu Melitopol. Podczas przerwy zimowej sezonu 2004/05 przeniósł się do Kniażej Szczasływe. Latem 2005 roku wyjechał do Wietnamu, gdzie potem grał w klubach Cang Sai Gon, Thanh Hoá, Ninh Bình i Bình Dương. W 2012 zakończył karierę piłkarską.

### Kariera reprezentacyjna
W latach 2003–2004 bronił barw reprezentacji Ukrainy w piłce nożnej plażowej. W 2004 roku został brązowym medalistą mistrzostw Europy.
31 maja 2009 roku debiutował w reprezentacji Wietnamu w piłce nożnej w wygranym 1:0 meczu z Kuwejtem. Również 14 maja zagrał w barwach reprezentacji przeciwko greckiemu klubowi Olympiacos (1:0). Wkrótce jednak Federacja Piłkarska Wietnamu postanowiła odmówić obcokrajowcom, którzy wzięli obywatelstwo dla reprezentacji narodowej.

## Sukcesy i odznaczenia

### Sukcesy klubowe
CSKA Kijów
- finalista Pucharu Ukrainy (1): 1997/98

Nistru Otaci
- zdobywca Pucharu Mołdawii (1): 2000/01

Câu lạc bộ Bóng đá Thanh Hoá
- wicemistrz Wietnamu (1): 2006

Câu lạc bộ bóng đá Xi măng The Vissai Ninh Bình
- mistrz Wietnamu (1): 2009

### Sukcesy reprezentacyjne
Reprezentacja Ukrainy w piłce nożnej plażowej
- brązowy medalista Europejskiej Ligi Beach Soccera (1): 2004